# Leopoldo Miguez
Leopoldo Américo Miguez (ur. 9 września 1850 w Rio de Janeiro, zm. 6 lipca 1902 tamże) – brazylijski kompozytor i dyrygent.

## Życiorys
W młodości mieszkał w Portugalii, kształcił się w Porto u Nicolau Ribasa. W latach 1882–1884 studiował w Brukseli u Ambroise’a Thomasa. Podczas pobytu w Europie poznał twórczość Richarda Wagnera, której po powrocie do Brazylii stał się aktywnym promotorem. Przez pewien czas pracował w wydawnictwie muzycznym. Po proklamowaniu republiki w Brazylii w 1889 roku wziął udział w konkursie na nowy hymn narodowy, który wygrał pieśnią Hino da Proclamação da República. Od 1890 do 1902 roku był dyrektorem Institute Nacional de Música w Rio de Janeiro.
Skomponował m.in. Symfonię B-dur (1882), opery Pele amor! (wyst. Rio de Janeiro 1897) i Os Saldunes (wyst. Rio de Janeiro 1901), ponadto uwertury, poematy symfoniczne, marsze, pieśni, utwory na fortepian. W jego muzyce dostrzegalne są wpływy twórczości Richarda Wagnera.